# Мензизия
Мензизия (лат. Menziesia) — род растений семейства Вересковые. Иногда этот род включают в род Рододендрон.

## Ареал
Растения встречаются в районах Северной Америки и Восточной Азии с умеренным и холодным климатом.

## Биологическое описание
Виды рода Мензизия — листопадные кустарники высотой до 2,5 м. Окраска цветков — от розовой до тёмно-красной.

## Виды
- Menziesia aleutica Spreng.
- Menziesia bruckenthalii Baumg.
- Menziesia bryantha Sw.
- Menziesia caerulea Sw.
- Menziesia ciliicalyx Maxim.
- Menziesia daboeci DC.
- Menziesia empetriformis Sm.
- Menziesia ferruginea A.Gray
- Menziesia glabella A.Gray
- Menziesia glanduliflora Hook.
- Menziesia multiflora Maximowicz